# Битка при Крути
Битката при Крути (на украински: Бій під Крутами) се провежда на 29 или 30 януари 1918 г. (в съветската историография на 29 януари 1918 г.) край гара Крути (днес село Памятне, Борзнянски регион, Черниговска област), на около 130 km североизточно от Киев, Украйна, която по това време е част от Нижинска околия на Чернихивската губерния.

## Битката
Когато болшевишките сили, наброяващи около 4000 войници под командването на Михаил Муравьов напредват към Киев, малка украинска бойна единица от 400 войници от Бахмачския гарнизон (около 300 от които са студенти), се оттегля от Бахмач към малката железопътна гара Крути, на средата на пътя до Нежин. Малката единица се състои най-вече от Студентския батальон (курин) от сичови стрелци, единица от Хмелницкото кадетско училище и група свободни казаци. На 30 януари 1918 г. командирът на гарнизона Тимченко тръгва към Нежин, в опит да убеди Шевченския полк (800 войници) да се бие на украинска страна, и е заменен от Носенко. Въпреки това на 30 януари 1918 г. полкът заема съветската страна, а новината за това кара украинския гарнизон при Крути да се оттегли бързо. Над половината от 400-те украински войници са убити по време на битката, която трае пет часа. В съветската историография битката грешно е датирана на 29 януари 1918 г. и е сбъркана с престрелката при гара Плиски. Хайдамацкия киш на Симон Петлюра (300 войници) бърза да подкрепи гарнизона в Крути, но е забавен от саботажа на железопътните работници на Дарницката гара и спира в близост до Крути (на гара Бобрик) преди да се върне в Киев поради Януарското въстание на болшевиките, което се случва на същия ден. 
11 от студентите са погребани отново при Асколдовата могила в центъра на Киев след връщането на Централната Рада в столицата през март 1918 г. На погребението тогавашният президент на Украинската народна република, Михайло Хрушевски, нарича всички 400 войници, участвали в битката, герои. Освен това поетът Павло Тичина пише за героичната смърт на студентите.
След падането на Украинската народна република телата на студентите са преместени в Лукянивското гробище в Киев.

## Възпоменания
Истинската история на битката е скрита от съветското правителство. По повод 80-ата годишнина от Битката при Крути е създаден паметник на битката при Асколдовата могила и са изсечени възпоменателни монети. През 2006 г. на мястото на битката е поставен Паметникът на героите от Крути и битката бива възпоменавана ежегодно на или около 29 януари.

## Кино
- През 2019 г. е заснет филмът Крути 1918, режисиран от Алексий Шапарев [5].

## Галерия
- Погребение на войниците
- Възпоменателна монета